# Chodov
Chodov (deutsch Chodau) ist eine Stadt im Okres Sokolov in Tschechien an der Grenze zum Okres Karlovy Vary.

## Geographie

### Geographische Lage
Die Stadt liegt in Westböhmen am Chodaubach. Die Entfernung zu den Städten Sokolov (deutsch Falkenau an der Eger) und Karlovy Vary (deutsch Karlsbad) beträgt jeweils etwa 12 km.

### Stadtgliederung
Die Stadt Chodov besteht aus den Ortsteilen Chodov (Chodau) und Stará Chodovská (Stelzengrün). Grundsiedlungseinheiten sind Chodov-nad stadionem, Chodovská, K Vintířovu-Nový Chranišov (Neugranesau), Průmyslový obvod-jih, Průmyslový obvod-sever, Sídliště-sever, Sídliště-střed, Sídliště-západ, Smolnická výsypka, Stará Chodovská, U nádraží, Za sídlištěm und Železný Dvůr.
Das Gemeindegebiet gliedert sich in die Katastralbezirke Dolní Chodov (Unter Chodau) und Stará Chodovská (Ober Chodau).

## Geschichte

### Gründung bis zum 19. Jahrhundert
Chodau gehört zu den Ortschaften mit den ältesten historischen Nachweisen in der Region von Sokolov. Zu Ende des 12. Jahrhunderts war es einer der Orte in der ausgedehnten Grundherrschaft des Klosters Waldsassen, die sich bis nach Westböhmen erstreckte. 1348 gelangte des Klostergut durch Verkauf an Wernher von Kinsberg. Seit der Hussitenkriege war Chodau namensgebender Stammsitz des böhmischen Uradelsgeschlechts der Hi(e)serle von Chodau (Hyserle z Chodow, Hysrle z Chodowa, Iserle z Choduw), gleichen Wappens mit den Rauschengrüner von Aich, den Winkler von Künsperg und den von Plickenstein und Tescheditz (z Tiesseticz), aus welchem Maximiliane Hiserle von Chodau, die Geliebte des sächsischen Kurfürsten August des Starken stammt.
Anfang des 16. Jahrhunderts wurde das Dorf in Unter- und Ober-Chodau aufgeteilt, die bis zum 19. Jahrhundert separate Verwaltungseinheiten bildeten. Bis zum Dreißigjährigen Krieg gehörte Unter-Chodau zur Herrschaft Elbogen und Ober-Chodau den Herren von Unruher. Nach der Schlacht am Weißen Berg gelangte Unter-Chodau an die Ritter Flamm von Plankenheim. 1699 kamen sie auch in den Besitz von Ober-Chodau. Nach dem Tode von Franz Flamm von Plankenheim 1732 wurde das Dorf wiederum unter seinen Erben-Töchtern aufgeteilt. Dabei erhielt Maria Anna verehelichte Braun von Braunsdorf Ober-Chodau und Anna Barbara verehelichte Neßlinger von Schelchengraben Unter-Chodau. 
Anfang des 19. Jahrhunderts fiel Unter-Chodau an die Herrschaft Elbogen zurück. Von der Familie Braun von Braunsdorf kauften Ober-Chodau 1798 gemeinschaftlich Joseph Gareiß, Mathes Kinhackl, Johann Adam Fischer und Johann Achtner. 1800 war der Besitzer Johann Adam Nonner, welcher es 1804 an Franz Anton Sieber abtrat. 1806 gehörte es Franz Karl von Zedwitz und 1819 Anton von Elsenwanger. Nachdem es 1822 Joseph Anton Stark und dessen Gemahlin Josepha geb. Korb von Weidenheim besaß, hatte es am 27. März 1847 Friedrich Ritter von Neupauer erstanden. Nach der Aufhebung der Patrimonialherrschaften wurde Chodau dem Bezirksamt Elbogen angegliedert. Durch Erlass von Kaiser Franz Joseph I. vom 30. September 1894 wurde es zur Stadt erklärt und erhielt 1895 das Stadtwappen.

### Wirtschaftliche Entwicklung
Das früher landwirtschaftlich geprägte Chodau änderte sein Aussehen wesentlich in der Zeit der Industrialisierung, wo reiche Bodenschätze, besonders Kohle und keramische Erden, in der Umgebung gefördert wurden. Seit Ende des 18. Jahrhunderts entwickelte sich die Braunkohlenförderung und seit 1810 die Porzellanherstellung. Zur weiteren Entwicklung der Stadt Chodau trugen Maschinenbauwesen, Baufertigung und Glasbläserei bei. Bis zum Beginn des 19. Jahrhunderts wandelte sich Chodau in ein Wirtschaftszentrum des Industriegebietes zwischen Falkenau an der Eger und Karlsbad mit einem reichen Gesellschafts- und Kulturleben. Chodau wurde 1860 Marktflecken. 
1810 gründete Franz Miessl, ehemals Direktor der Littmitzer Schwefel- und Vitriolwerke und Besitzer von Kohlengruben in Doglasgrün mit Bewilligung 1811 eine Porzellanfabrik in Unter-Chodau. 1830–1834 pachtete der Obermaler Franz Weiss aus Gießhübel bei Luditz die Fabrikation, 1834 verkaufte Miessl die Fabrik an die Besitzer der Kohlengrube von Einsiedl bei Marienbad, Johann Dietl, Johann Hüttner und Johann Schreyer. 1845 erfolgte der Verkauf an die Industriellen Moses Porges Edler von Portheim (1781–1870) und dessen Bruder Juda Leopold Porges Edler von Portheim (1785–1869), welche die Fabrik an die Söhne des ersteren Ignaz und Gustav übergaben, bei welchen das Unternehmen zu großer wirtschaftlichen Blüte kam. 1871 kaufte Georg Haas von Hasenfels aus dem benachbarten Schlaggenwald die Porzellanfabrik in Chodau. Die Produktion von Porzellan hat bis in die Gegenwart unter neuen Firmennamen überdauert.

### 20. Jahrhundert und Gegenwart
Nach dem Ersten Weltkrieg kam der zuvor zu Österreich-Ungarn gehörende Ort durch den Vertrag von Saint-Germain zur Tschechoslowakei. Nach dem Münchner Abkommen kam der Ort an das Deutsche Reich und gehörte bis 1945 zum Landkreis Elbogen, Regierungsbezirk Eger, im Reichsgau Sudetenland.
Nach dem Ende des Zweiten Weltkrieges wurde die deutschsprachige Bevölkerung vertrieben und ihr Vermögen durch das Beneš-Dekret 108 konfisziert. Die katholischen Kirchen wurden in der kommunistische Ära 1948–1989 enteignet. 1945/1946 erfolgten in diesem Zusammenhang Änderungen der Zusammensetzung der Bewohner von Chodov. Die Stelle der vertriebenen Deutschen nahmen Tschechen, Slowaken und Angehörige anderer Nationalitäten ein.
Die Stadt Waldsassen in der Oberpfalz hat 1956 eine Patenschaft für die Heimatvertriebenen aus Chodau übernommen. 2015 wurde sie in eine Städtepartnerschaft umgewandelt.  Diese besteht seit 2004 zudem mit Oelsnitz/Erzgeb. Ein Beispiel für den kulturellen Austausch ist das Bleiglasfenster im Ratssaal des Rathauses von Chodov, das der Grafiker Klaus Hirsch als Zeichen für die Städtepartnerschaften Chodov-Oelsnitz und Chodov-Waldsassen 2014 gestaltet hat. Außerdem wurde im Bürger- und Familienpark Oelsnitz/Erzgeb. eine Replik der Marienfigur aus Chodov in Form einer Mariensäule im Rahmen der Landesgartenschau 2015 eingeweiht.

### Einwohnerentwicklung
Bis 1945 war Chodau überwiegend von Deutschböhmen besiedelt, die vertrieben wurden.
| Jahr | Einwohner | Anmerkungen                                                                  |
| ---- | --------- | ---------------------------------------------------------------------------- |
| 1847 | 0699      | in 99 Häusern, darunter eine protestantische und fünf israelitische Familien |
| 1900 | 5.383     | deutsche Einwohner                                                           |
| 1921 | 5.328     | davon 5.154 (95 %) Deutsche                                                  |
| 1930 | 5.961     | davon 184 (3 %) Tschechen                                                    |
| 1939 | 5.480     | [ 16 ]                                                                       |

| Jahr      | 1970   | 1980   | 1991   | 2001   | 2003   | 2011   | 2017   | 2020   |
| --------- | ------ | ------ | ------ | ------ | ------ | ------ | ------ | ------ |
| Einwohner | 11 798 | 14 704 | 14 929 | 14 687 | 14 454 | 14 247 | 13 671 | 13 089 |

## Städtepartnerschaften
- Oelsnitz/Erzgebirge, Deutschland, (seit 2004)
- Waldsassen, Deutschland, (seit 2015)

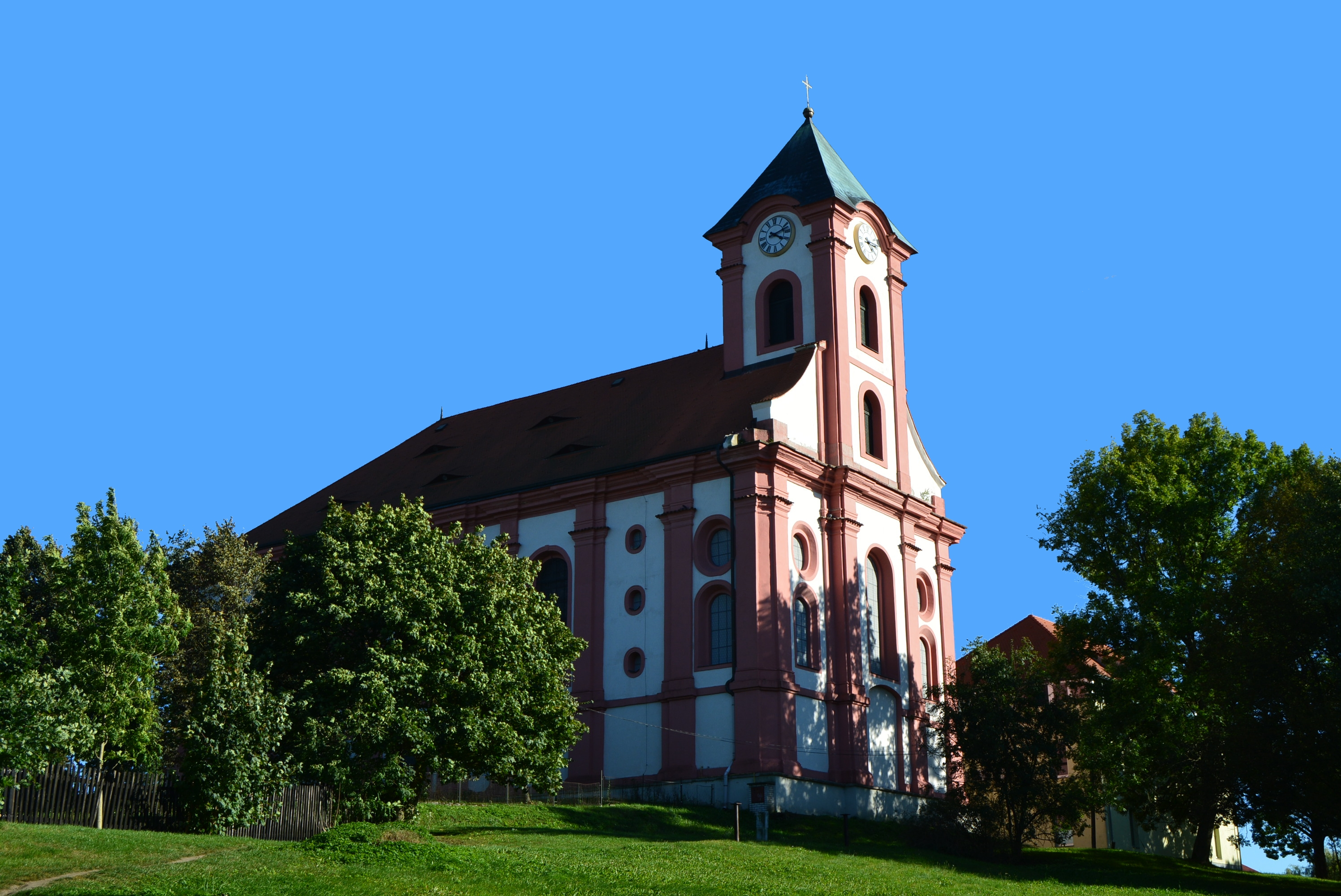
Katholische Pfarrkirche Sankt Laurentius

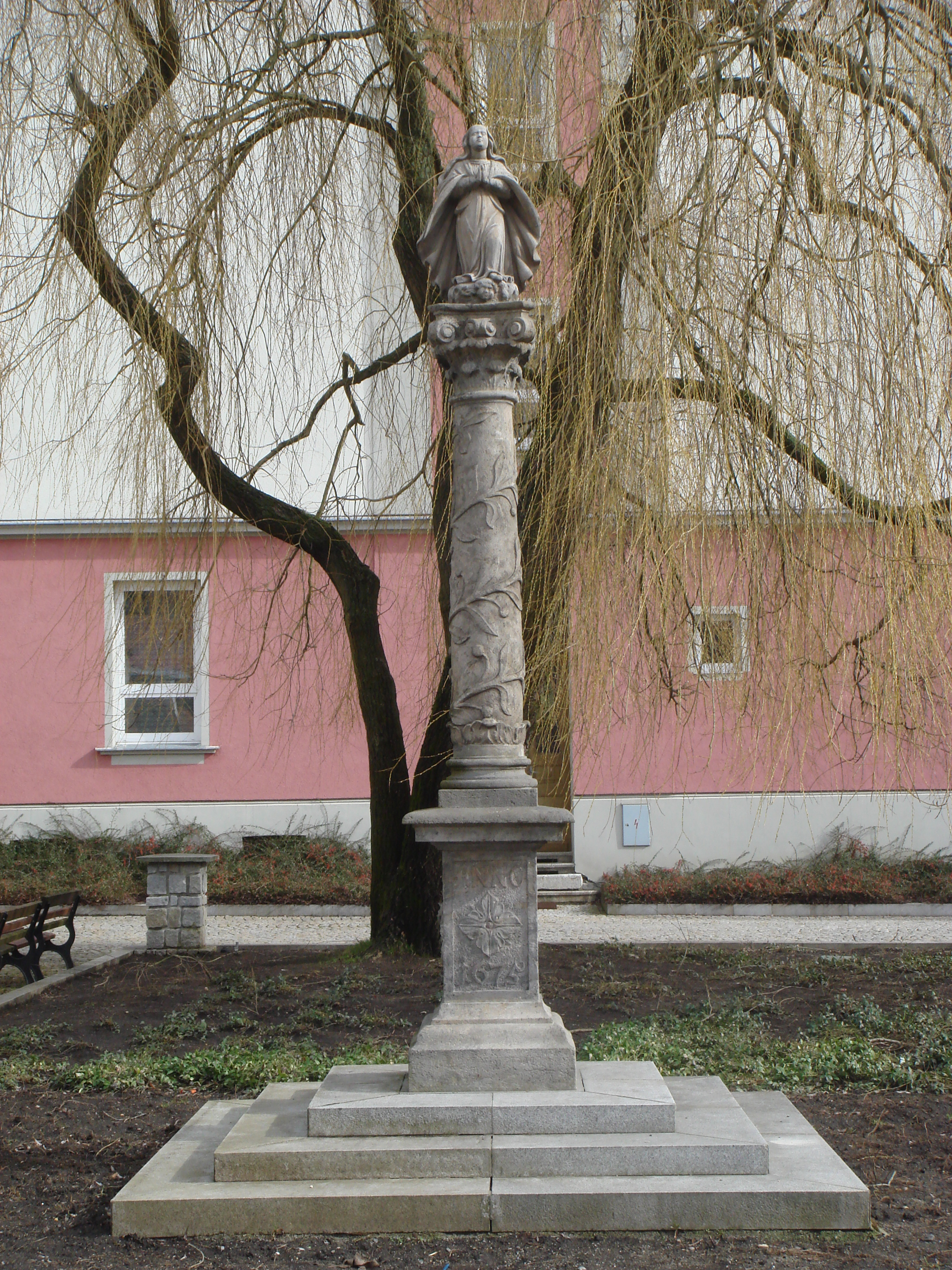
Marienstatue von 1675

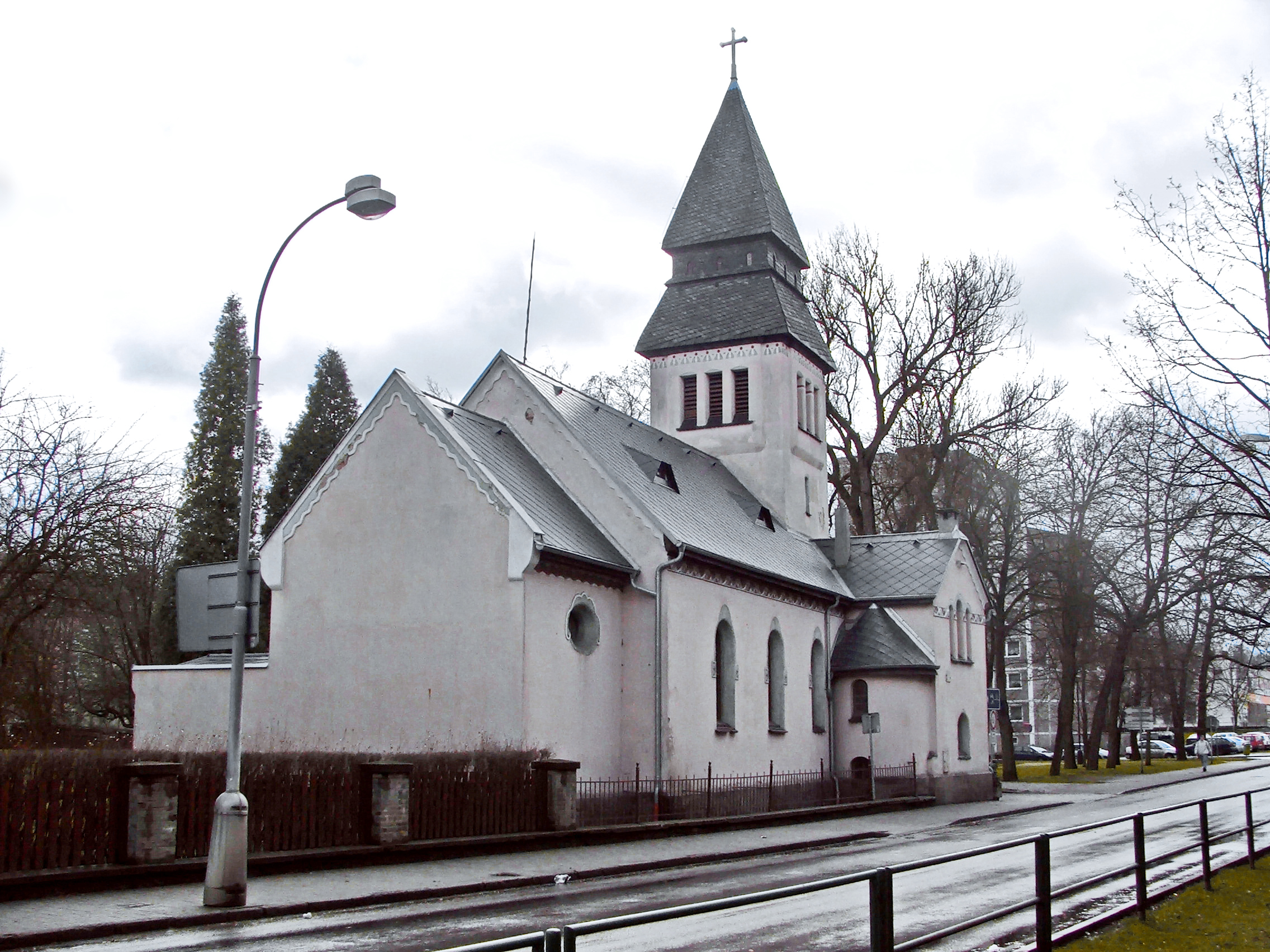
Protestantische Kirche

## Kultur und Sehenswürdigkeiten
- St.-Laurentius-Kirche, im 18. Jahrhundert nach Plänen von Kilian Ignaz Dientzenhofer errichtet
- Statue des Heiligen Sebastian aus dem 17. Jahrhundert
- Mariensäule von 1675
- Protestantische Kirche der Böhmischen Brüder, im Jugendstil gebaut
- Denkmal für die Kriegsopfer

## Söhne und Töchter der Stadt
- Walter Ditz (1888–1925), österreichischer Maler und Plakatkünstler
- Benno Fischer (1902–1981), tschechoslowakischer Politiker deutscher Nationalität
- Heribert Sturm (1904–1981), Archivar
- Otto Meindel (* 1909), Chronist und Mitbegründer der Egerländer Gmoi
- Franz Schaffer (1937–2020), deutscher Geograph
- Peter Michael Ehrle (* 1945), deutscher Historiker und Bibliothekar, Landesbibliotheksdirektor